# جو ميرسير
جو ميرسير (بالإنجليزية: Joe Mercer)‏ هو لاعب كرة قدم بريطاني (وحمل سابقاً جنسية المملكة المتحدة لبريطانيا العظمى وأيرلندا) في مركز الوسط، ولد في 21 يوليو 1889 في المملكة المتحدة، وتوفي في 1927. لعب مع نادي ترانمير روفرز لكرة القدم ونوتينغهام فورست وEllesmere Port Town F.C. ‏.